# Сан Марко (Вибо Валенција)
Сан Марко је насеље у Италији у округу Вибо Валенција, региону Калабрија.
Према процени из 2011. у насељу је живело 277 становника. Насеље се налази на надморској висини од 373 м.